# جون هنت مورغان
جون هنت مورغان (بالإنجليزية: John Hunt Morgan)‏ هو عسكري أمريكي، ولد في 1 يونيو 1825 في هنتسفيل في الولايات المتحدة، وتوفي في 4 سبتمبر 1864 في غرينفيل في الولايات المتحدة.

## وصلات خارجية
- جون هنت مورغان على موقع الموسوعة البريطانية (الإنجليزية)